# Alte Weisen
Alte Weisen is een compositie van Christian Sinding. De compositie bestaat uit een zestal liederen voor zangstem en piano. Christian zou na deze bundel liederen nog tal van gedichten voorzien van muziek, maar had toch vooral problemen de liederen te laten uitgeven. Daarbij zou een splitsing optreden tussen Noorse/Deense liederen en die in het Duits. Beide kenden een populariteit, maar dan strikt gesplitst naar nationaliteit. 
De liederen zijn zeer waarschijnlijk geschreven in München, alwaar Sinding nog onderricht kreeg in compositie. De eerste vermelding van uitvoering onder de titel Alte Weisen vond plaats in de Aftenposten van 17 december 1885 waarin een aankondiging dat Alte Weisen gespeeld zou worden in combinatie met een strijkkwartet (dat Sinding later vernietigde) en een kwintet (later opus 5). Het concert vond plaats op 19 december 1885 in de Brødrene Hals concertzaal en de zangeres van dienst was Ingeborg Pettersen  (Brødrene Hals was een pianofabriek/winkel waar Sinding eerder werkte). De liederen 4 en 5 werden ook op 29 mei 1886 uitgevoerd in Bergen door diezelfde Pettersen met Agathe Backer-Grøndahl achter de piano.
De teksten voor deze opus 1 werden geleverd door Gottfried Keller:
1. Mir glänzen die Augen (Lebhaft, maatslag 138)
2. Du milchjunger Knabe (Sehr leise, maatslag 63)
3. Ich fürcht’ nit Gespenster (Nicht schnell, maatslag 69)
4. Rös’chen biss den Apfel an.(Im Volkston, maatslag 69)
5. Wie glänzt der helle Mond (Nicht zu langsam (maatslag 63)
6. Alle meine Weisheit (Langsam, mit freien Vortrag)

## Discografie
- Uitgave Naxos: Bodil Arnesen (zangstem), Erling Ragnar Eriksen (piano)  (exclusief lied 2)
- Uitgave Simax: Per Vollested (zangstem) Sigmund Hjelset (piano) (alleen 5)